# Vlada Avramov
Vlada Avramov, srbski nogometaš, * 5. april 1979.
Za srbsko reprezentanco je odigral dve uradni tekmi.